# Хаулін
Хаулін (ісп. Jaulín) — муніципалітет в Іспанії, у складі автономної спільноти Арагон, у провінції Сарагоса. Населення — 323 особи (2010).
Муніципалітет розташований на відстані близько 260 км на північний схід від Мадрида, 23 км на південний захід від Сарагоси.

## Демографія
Динаміка населення (INE ):